# Hej Maria (luk vinduet op)
"Hej Maria (luk vinduet op)" er en sang fra den danske poprock-gruppe Bifrost, skrevet af Tom Lundén fra gruppen. Sangen udgjorde den ene side af gruppens anden single fra 1977; på den anden side var "Jenny", også skrevet af Lundén. Begge sange fandtes også på gruppens andet album udsendt samme år, Til en sigøjner. Både single og album udkom på CBS Records.
Sangen er også med på to af Bifrosts opsamlingsalbum, Bifrost's bedste (1981) og Hjerte til salg (1997) samt flere opsamlingsalbum med forskellige kunstnere i tiden siden.
"Hej Maria (luk vinduet op)" er udvalgt til bogen Den nye sangskat (2005) med tekst og musik til 175 danske sange fra 1965 og frem, og den er en del af lydsporet til filmen Dan-Dream (2017).

## Musikere
På nummeret medvirker følgende:
- Ida Klemann - kor
- Annapurna - kor, vibraslap
- Asger Skjold-Rasmussen - bas
- Mogens Fischer - trommer
- Finn Jensen - guitar
- Mikael Miller - guitar, kor
- Torben Andersen - orgel
- Anders Gårdmand og Bent Hesselmann - saxofon
- Jesper Nehammer - saxofon (solo)
- Niels Neergaard - basun
- Jens Haack - trompet
- Tom Lundén - sang, piano, marimba